# Pseudopseustis diacrisioides
Pseudopseustis diacrisioides là một loài bướm đêm trong họ Noctuidae.